# Filipa Fut
Filipa Fut (engl. Philippa Ruth Foot; 3. oktobar 1920 – 3 oktobar 2010) je bila britanska filozofkinja, poznata pre svega po svom doprinosu u oblasti etike. Reaktualizovala je etiku vrline, etičku teoriju koju je formulisao još Aristotel, tako da ova bude konkurentna drugim modernim etičkim teorijama poput deontološke etike i utilitarizma. Neki njeni radovi su bili važni za obnavljanje normativne etike u okviru analitičke filozofije. Jedan primer je svakako i kontinuirana diskusija u okviru pomenute filozofske tradicije koja traje sve do danas, a koja se oslanja na brojne misaone eksperimente poznate pod jedinstvenim nazivom "problem tramvaja".